# Paul-Hindemith-Schule
Die Paul-Hindemith-Schule ist eine Integrierte Gesamtschule in Frankfurt am Main-Gallus. Ihr Namensgeber ist der Komponist Paul Hindemith, der einen Großteil seiner Jugend im Gallus verbrachte. Sie entstand 1985 durch Zusammenlegung der Rebstöckerschule, einer Hauptschule, der Hufnagelschule, einer Realschule, und der Förderstufe der Günderrodeschule.

## Lage
Die Paul-Hindemith-Schule Frankfurt liegt im westlich der Innenstadt gelegenen Stadtteil Gallus, unweit der Galluswarte. Das Schulgelände erstreckt sich zwischen der Idsteiner Straße im Norden und der Schwalbacher Straße im Osten. Südlich und westlich des Schulgeländes liegt jeweils ein städtischer Kindergarten, weiter westlich schließt sich die Hellerhofsiedlung an. Nördlich der Idsteiner Straße lag bis 1996 das weitläufige Gelände des Hauptgüterbahnhofs. Auf dem etwa 70 Hektar großen städtebaulichen Entwicklungsgebiet entsteht seit 2010 der westliche Teil des Europaviertels, in dem einmal mehr als 10.000 Menschen wohnen sollen. Der Schule gegenüber liegt der 2014 angelegte, nach Lotte Specht benannte Park.

## Schulprofil
Die Klassenstufen 5 bis 10 werden hier unterrichtet. Zum Erwerb des Abiturs muss derzeit noch eine andere gymnasiale Oberstufe besucht werden, da die Paul-Hindemith-Schule über keine eigene Oberstufe verfügt. Allerdings arbeitet die Toni-Sender-Oberstufe (früher NGO), die sich am Bockenheim befindet, eng mit der Paul-Hindemith-Schule zusammen.
In den Klassenstufen 5 und 6 wird der Unterricht in allen Fächern im Klassenverband erteilt. Ab der Klassenstufe 7 findet in den Fächern Mathematik und Englisch eine äußere Leistungsdifferenzierung in Form von Grund- und Erweiterungskursen statt. In den höheren Klassenstufen folgen dann weitere Fächer z. B. Deutsch oder auch die Naturwissenschaften Physik und Chemie. Die Klassen werden über sechs Schuljahre von einem festen Lehrerteam betreut und unterrichtet. Englisch wird ab Klasse 5 als erste Fremdsprache unterrichtet. Französisch kann ab Klasse 7 als zweite Fremdsprache erlernt werden. Die Paul-Hindemith-Schule ist eine Ganztagsschule, Schüler werden ab 7.30 Uhr in den zentralen Bereichen der Eingangshalle und dem Schulkiosk betreut. Seit dem Schuljahr 2007/08 gibt es an der Paul-Hindemith-Schule einen 60-Minuten-Zeitrhythmus, eine Schulstunde entspricht einer Zeitstunde. Dies soll den Alltag und das Lernen ruhiger, besonnener und weniger hektisch gestalten. Es gibt für alle Schüler ein großes Zusatzangebot an freiwilligen und verpflichtenden Kursen, unter anderem Wahlangebote (AGs) mit sportlichem, künstlerischem oder auch musikalischem Schwerpunkt.
Die Schulsozialarbeit SIS steht den Schülern und Lehrern bei Problemen im Schulalltag als zusätzlicher Ansprechpartner zur Verfügung.
Des Weiteren gibt es eine ein- und zweijährige Pusch(Praxis und Schule)-Klasse mit dem Schwerpunkt Berufsvorbereitung für Schüler mit Förderbedarf.

## Gebäude und Geschichtliches
Die Paul-Hindemith-Schule besteht aus einem alten Gebäudeteil, der vor 1905 erbaut wurde und einem Anbau, der zur Schulgründung 1985 eingeweiht wurde.
1905 wurden im damals westlichsten Stadtteil Frankfurts in der Schwalbacher Straße die Hellerhofschule und die Rebstöckerschule als Doppelbürgerschule eröffnet. Zunächst sollten dort Jungen und Mädchen getrennt unterrichtet werden, dazu gab es für jede Schule getrennt Eingänge. Im Mittelteil des Gebäudes gab es über drei Etagen zwei jeweils anderthalbstöckige Turnhallen, die von beiden Seiten zugänglich sind und auch heute noch genutzt werden.
Während des Zweiten Weltkrieges wurde das Gebäude stark beschädigt, jedoch teils mit Hilfe der Schüler wieder vollständig aufgebaut. 1985 wurde dann mit Fertigstellung des Anbaus die Paul-Hindemith-Schule eröffnet, in der die Rebstöckerschule, die Förderstufe der Günderrodeschule und die zuvor in der Idsteiner Straße liegende Hufnagelschule, eine Realschule, aufgingen. Die Hellerhofschule siedelte, als jetzt reine Grundschule, in das Gebäude der ehemaligen Hufnagelschule um.
Im Anbau befinden sich der Haupteingang an der Idsteiner Straße und der Zugang zum Schulhof. Die alten Gebäude Eingänge werden heute nicht mehr benutzt, dienen jedoch noch als Notausgang. Vom Haupteingang als steht man direkt in einer großen Halle, von der aus man Zugang zu allen Gebäudeteilen hat. Die Treppenaufgänge / Gebäudeteile B und C sind vom ursprünglichen Gebäudes, Teil A liegt im Neubau. Hier sind neben der Mensa die Schulküchen und Naturwissenschaftsräume sowie eine Dreifelderhalle für den Sportunterricht, die auch von Sportvereinen genutzt wird. Ebenso befindet sich hier sowohl die Schulbibliothek, als auch die Stadtteilbibliothek. Dies ermöglicht den Schülern einen breiten Medienzugang.
Nach der Gründung 1985 war die Paul-Hindemith-Schule eine kooperative Gesamtschule, wurde jedoch bald ab dem Schuljahr 1992/93 allmählich in eine integrierte Gesamtschule umgewandelt.
Da die Paul-Hindemith-Schule aus Platzgründen keine eigene Oberstufe unterbringen kann, wurde die Neue Gymnasiale Oberstufe, kurz NGO, gegründet, die in absehbarer Zeit neben die Paul-Hindemith-Schule ziehen soll. Das Bauvorhaben verzögert sich jedoch, deshalb bleibt die NGO bis auf weiteres an ihrem provisorischen Standort am Riedberg.